# Alena Kožíková
Alena Kožíková, née le 14 mai 1941 à Prague est une dramaturge de théâtre et traductrice du français tchèque.

## Biographie
Fille de l'écrivain František Kožík et de l'actrice Zdenka Švabíková (sœur de l'actrice Jarmila Švabíková, mariée à l'acteur Josef Gruss), après avoir obtenu son diplôme d'études secondaires à l'âge de onze ans, elle est acceptée à la Faculté de Théâtre de l'Académie des Arts du Spectacle de Prague (DAMU), se spécialisant en mise en scène et en dramaturgie. Elle a pour professeurs Ota Ornest (cs), Miloš Nedbal (cs) et Aleš Podhorský (cs). Avant même d'obtenir son diplôme de la DAMU en 1961, elle rejoint le Jihočeského divadla (Théâtre de Bohême du Sud) à České Budějovice. Son mémoire de diplôme à la DAMU porte sur l'histoire du Théâtre en Bohême du Sud. En 1968, elle effectue un stage en France, où elle reçoit une offre téléphonique de Ota Ornest, pour un poste de dramaturge aux Městská divadla pražská (cs) (Théâtres municipaux de Prague). Elle accepte le poste et travaille au MDP de 1968 à 1995.
En 1996, elle est engagée par la metteuse en scène Jiřina Jirásková (cs) pour travailler au Théâtre de Vinohrady, où elle exerce comme dramaturge jusqu'en 2007, date à laquelle elle termine sa carrière comme rédactrice en chef d'une publication marquant le 100e anniversaire du Théâtre de Vinohrady .
Elle est mariée au professeur d'université Ladislav Mertl, avec qui elle a deux fils (Jan et Jakub).
Traductrice du français, elle publie aussi des articles professionnels, notamment dans Divadelné noviny. Elle est l'auteure ou co-auteure de plusieurs ouvrages, dont un livre sur son père, intitulé František Kožík – Tisíc slov o lásce (éd. Petrklíč, Prague, 1998).

## Dramaturgie
- 1968 : Jean-Paul Sartre : Les Mouches (Mouchy), Komorní divadlo, mise en scène Ladislav Vymětal
- 1997 : Molière : Le Misanthrope (Misantrop), Théâtre de Vinohrady, mise en scène Zdeněk Kaloč
- 1998 : Ingmar Bergman : Scènes de la vie conjugale (Scény z manželského života), Théâtre de Vinohrady, mise en scène Karel Kříž
- 1998 : John Ford : Dommage qu'elle soit une pute (Škoda, že byla děvka), Théâtre de Vinohrady, mise en scène Vladimír Strnisko
- 1999 : Bengt Ahlfors : Comédie théâtrale (Divadelní komedie), Théâtre de Vinohrady, mise en scène Vladimír Strnisko
- 1999 : Friedrich Schiller : La Mort de Wallenstein (Valdštejnova smrt), Théâtre de Vinohrady, mise en scène de Petr Kracik
- 2000 : Václav Havel : Rodinný večer, Vernisáž, Théâtre de Vinohrady, mise en scène Jan Burian
- 2000 : Jan Drda : Hrátky s čertem, Théâtre de Vinohrady, mise en scène Jiří Menzel
- 2001 : Friedrich Dürrenmatt : Le Roi Jean (Král Jan), Théâtre de Vinohrady, mise en scène Jiří Menzel
- 2002 : Johann Nepomuk Nestroy : Talisman, Théâtre de Vinohrady, mise en scène Petr Novotný
- 2003 : Molière : Don Juan, Théâtre de Vinohrady, mise en scène Jiří Menzel
- 2004 : Brian Friel : Les Amours de Mme Katty (Lásky paní Katty), de de Vinohrady, réalisé par Vladimír Strnisko
- 2007 : Ivan Klíma : Ukradený spis 139/7 Odd.C (à partir de et sur l'œuvre de Karel Čapek), Théâtre de Vinohrady, mise en scène Jan Novák